# Alfoz de Quintanadueñas
Alfoz de Quintanadueñas ist eine 2.133 Einwohner (Stand: 2024) zählende Gemeinde der Provinz Burgos in der Autonomen Gemeinschaft Kastilien-León (Castilla y León), Spanien. Sie gehört zur Comarca Alfoz de Burgos.
Die Gemeinde setzt sich aus dem Hauptort Quintanadueñas und weiteren vier kleineren Ortschaften Arroyal, Marmellar de Arriba, Páramo del Arroyo und Villarmero zusammen.

## Lage
Alfoz de Quintanadueñas liegt etwa sechs Kilometer nordwestlich von Burgos am Río Ubierna.
Die Gemeinde wird vom Flussverlauf und durch die Umgehungsstraße BU-30 (Circunvalacíon de Burgos) vom Industriegebiet Polígono Industrial de Villalonquéjar der Stadt Burgos getrennt.

## Geschichte
Die Gemeinde wurde in den 1970er Jahren aus den vorher eigenständigen Kleingemeinden gebildet. Seitdem hat sich die Zahl der Einwohner vervielfacht.
Erwähnt wurde Marmellar de Arriba bereits 949, Páramo del Arroyo 961. Arroyal wird 1129 erwähnt und Villarmero 1214. Der größte Ort scheint sich von einem Nonnenkloster sukzessive in eine Siedlung namens Quintana Dueñas gewandelt zu haben.

## Bevölkerungsentwicklung
| Jahr      | 1981 | 1991 | 2001 | 2011  | 2017  |
| Einwohner | 466  | 479  | 792  | 1.962 | 2.006 |

## Sehenswürdigkeiten
- Kirche Nuestra Señora del Rosario, auf den Resten einer größeren Kirche zwischen 1598 und 1620 erbaut, mit Elementen aus dem 12. Jahrhundert

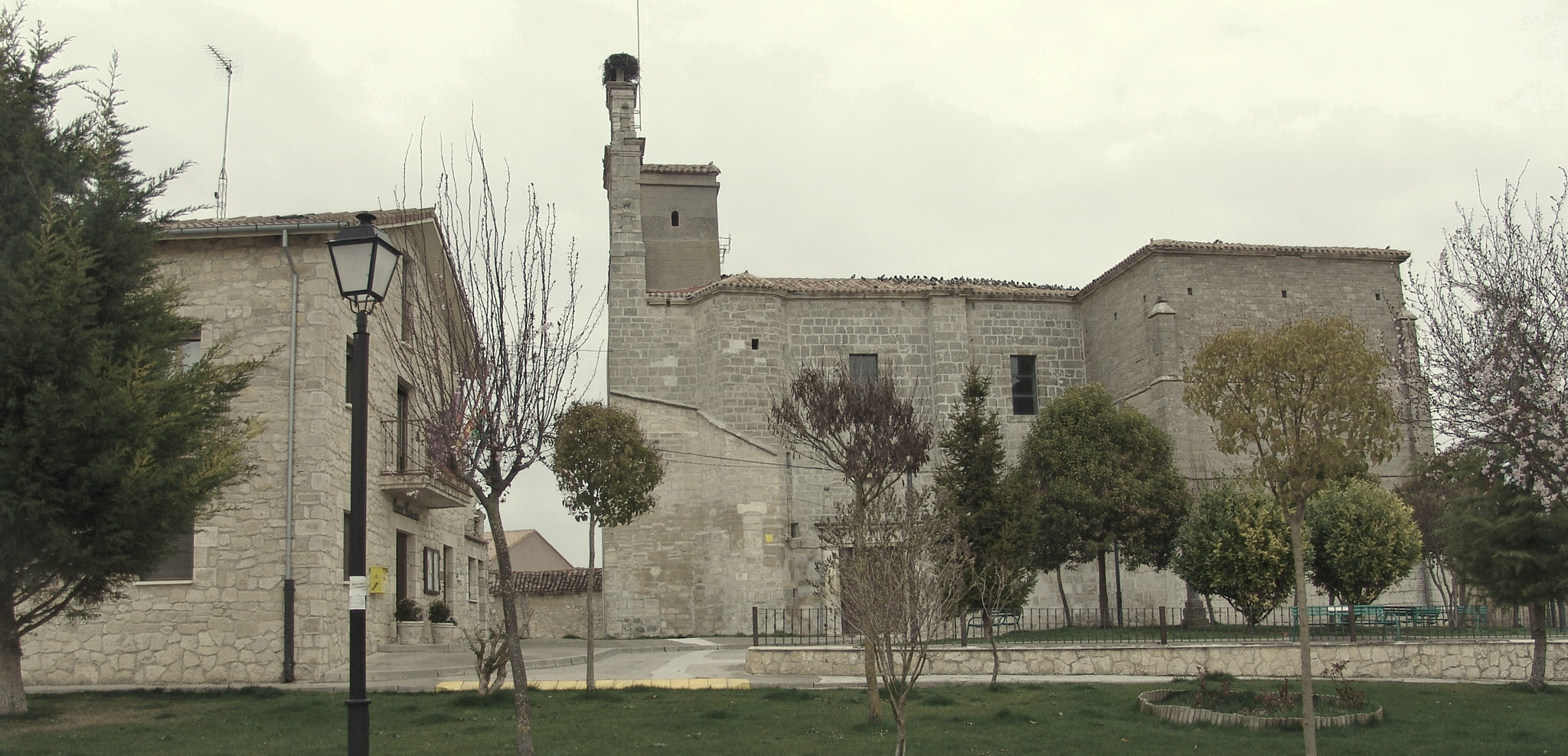
Kirche Nuestra Señora del Rosario

## Persönlichkeiten
- Saturnino Calleja (1853–1915), Autor und Pädagoge